# الکساندر ماسیالاس
الکساندر ماسیالاس (انگلیسی: Alexander Massialas؛ زادهٔ ۲۰ آوریل ۱۹۹۴) یک شمشیرباز اهل ایالات متحده آمریکا است که در رشتهٔ فلوره فعالیت می‌کند. او تاکنون دو مدال المپیک و دو مدال جهانی به دست آورده‌است.

## زندگی‌نامه
ماسیالاس در سال ۱۹۹۴ میلادی از پدری یونانی و مادری تایوانی در سان فرانسیسکو به دنیا آمد. پدرش گرگ ماسیالاس عضو تیم شمشیربازی آمریکا در المپیک‌های تابستانی ۱۹۸۴ و ۱۹۸۸ بود و از هفت‌سالگی آموزش شمشیربازی به الکساندر را آغاز کرد.

## فعالیت حرفه‌ای
ماسیالاس نخستین مدال بین‌المللی خود را در سال ۲۰۱۰ در مسابقات شمشیربازی پان امریکن به دست آورد و روی سکوی سوم قرار گرفت. او در دوره‌های بعد این مسابقات نیز (تا سال ۲۰۱۵) چهار مدال نقره کسب کرد. هم‌چنین نخستین بار در مسابقات جهانی ۲۰۱۳ به همراه تیم آمریکا به مدال نقرهٔ فلورهٔ تیمی دست یافت. سپس در مسابقات جهانی ۲۰۱۵ در فلورهٔ انفرادی با شکست برابر یوکی اوتای ژاپنی در بازی پایانی، مدال نقره را به دست آورد.
او در المپیک ۲۰۱۶ ریو دو ژانیرو در دو بخش انفرادی و تیمی شرکت کرد. در بخش انفرادی در بازی پایانی مغلوب دانیلیه گاروتزو از ایتالیا شد و بر سکوی دوم ایستاد. هم‌چنین در بخش تیمی، به همراه تیم آمریکا مدال برنز را به گردن آویخت.